# Eutrepsia monticola
Eutrepsia monticola là một loài bướm đêm trong họ Geometridae.